# Debre Tabor
Debre Tabor (anche chiamata Samara) è una città dell'Etiopia centro-settentrionale situata nella Zona di Debub Gondar, nella Regione di Amhara, a 100 km a sud-est di Gondar e 50 km a est del Lago Tana. Nella Lingua amarica locale debre vuol dire monte. Ci sono 48 sorgenti ed un piccolo aeroporto.

## Storia
Nel XIX secolo è stata capitale etiope sotto il regno di Teodoro II e Giovanni IV variando da 5.000 a 30.000 abitanti.Di questo periodo sono ancora presenti due palazzi, uno dei quali fatto costruire dal Ras Ali per sua madre Menen Liben Amede, e diverse chiese in rovina.
In questa città si incontrarono il generale Gordon con l'imperatore Giovanni IV.
La Banca di Etiopia aprì una delle sue succursali qui nel 1931 con due impiegati.
Fu occupata dall'Italia il 28 aprile 1936 nella Seconda guerra italo-abissina. Gli italiani fecero costruire in questo posto un telegrafo, una strada da Gondar a Dessiè ed estesero le piantagioni di eucalipto. Il 6 luglio 1941 il colonnello Angelini vi si arrese alle forze britanniche.
Nel 1958 la città fu delle ventisette classificate come "comuni di prima classe".
Nel 1975 e nel 1990 fu teatro di diverse guerriglie tra briganti locali ed il governo etiope.

## Società

### Evoluzione demografica
La zona amministrativa della città (woreda) è di 5.85 metri quadrati, con una popolazione di 39.052 abitanti, di cui 20.078 uomini e 18.974 donne; il 96.62% della popolazione sono della Chiesa ortodossa etiope mentre il 6.15% sono mussulmani.